# Лазаро Альварес
Лазаро Альварес  (ісп. Lazaro Alvárez; нар. 28 січня 1991) — кубинський боксер-аматор, олімпійський медаліст, триразовий чемпіон світу.

## Аматорська кар'єра

### Чемпіонат світу 2011
- Переміг Робенілсона де Хесус (Бразилія) — 18-13
- В 1/16 фіналу переміг Дениса Макарова (Німеччина) — 13-8
- В 1/8 фіналу переміг Яхин Вітторіо Паррінелло (Італія) — 13-11
- В 1/4 фіналу переміг Джозефа Діаса (США) — 19-10
- В 1/2 фіналу переміг Анвара Юнусова (Таджикистан) — 18-13
- У фіналі переміг Люка Кемпбелла (Англія) — 14-10[1]

### Олімпійські ігри 2012
- У другому раунді змагань переміг Джозефа Діаса (США) — 21-15
- В 1/4 фіналу переміг Робенілсона де Хесус (Бразилія) — 16-11
- В 1/2 фіналу програв Джону Невіну (Ірландія) — 14-19

### Чемпіонат світу 2013
- У другому раунді змагань переміг Джозефа Кордіну (Уельс) — 3-0
- В третьому раунді переміг Фазліддіна Гаїбназарова (Узбекистан) — 3-0
- В 1/4 фіналу переміг Саілома Аді (Таіланд) — 3-0
- В 1/2 фіналу переміг Беріка Абдрахманова (Казахстан) — 2-1
- У фіналі переміг Робсона Консейсао (Бразилія) — 3-0

### Чемпіонат світу 2015
- В 1/8 фіналу переміг Пачанія Лонгчіна (Таіланд) — 3-0
- В 1/4 фіналу переміг Тимура Беляка (Україна) — 3-0
- В 1/2 фіналу переміг Ельнура Абдураімова (Узбекистан) — 3-0
- У фіналі переміг нокаутом Альберта Селімова (Азербайджан)

### Олімпійські ігри 2016
- У другому раунді змагань переміг Карміне Томмасоне (Італія) — 3-0
- В 1/4 фіналу переміг Карлоса Бальдераса (США) — 3-0
- В 1/2 фіналу програв Робсону Консейсао (Бразилія) — 0-3

### Чемпіонат світу 2017
- У другому раунді змагань переміг Енріко Лакруза (Нідерланди) — 5-0
- В 1/4 фіналу переміг Мурата Ялдіріма (Німеччина) — 5-0
- В 1/2 фіналу переміг Отара Ераносяна (Грузія) — 5-0
- У фіналі програв Соф'яну Уміа (Франція) — 0-5

### Чемпіонат світу 2019
- У другому раунді змагань переміг Жана Карлоса Кайседо (Еквадор) — 5-0
- В 1/8 фіналу переміг Доріна Букша (Молдова) — 5-0
- В 1/4 фіналу переміг Альберта Батиргазієва (Росія) — 4-1
- В 1/2 фіналу переміг Пітера Макгрейла (Англія) — 4-1
- У фіналі достроково у 2 раунді програв за очками Міразізбеку Мірзахалілову (Узбекистан) — 2-3

### Олімпійські ігри 2020
- В 1/8 фіналу переміг Даніала Шахбахш (Іран) — RSC
- У чвертьфіналі переміг Чатчай Бутді (Таїланд) — 3-2
- У півфіналі програв Альберту Батиргазієву (Росія) — 2-3

На чемпіонаті світу 2023 здобув три перемоги, а у чвертьфіналі програв Баатарсухийн Чинзоріг (Монголія).